# Jean-Baptiste-Frézal Charbonnier

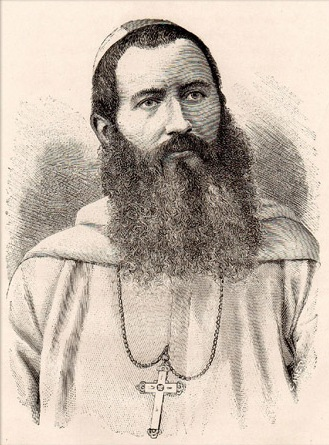
Jean-Baptiste Charbonnier

Jean-Baptiste-Frézal Charbonnier (* 20. Mai 1842 in La Canourgue, Frankreich; † 16. März 1888 in Karema) war ein katholischer Geistlicher aus Frankreich. Er war Mitglied der Weißen Väter, Missionar und Apostolischer Vikar von Tanganyika in Tansania.

## Leben
Am 22. Mai 1869 wurde Charbonnier zum Priester für die Weißen Väter geweiht. Zwischen 1880 und 1885 war er Generalvikar der Weißen Väter. Am 3. Oktober 1884 schlugen die Weißen Väter Charbonnier als Apostolischer Vikar von Tanganyika vor.  Am 14. Januar 1887 wurde vom Papst zum Apostolischen Vikar von Tanganyika und zum Titularbischof von Utica ernannt. Die Weihe erfolgte am 24. August 1887 in Kipalapala durch Léon-Antoine-Augustin-Siméon Livinhac. Er war somit der erste Bischof der im äquatornahen Afrika geweiht wurde.